# 女巫：歷代的巫術
《女巫：歷代的巫術》是一部瑞典-丹麥合製的紀錄片式無聲恐怖電影，由班傑明·克里斯唐森編劇兼導演。電影的素材來源部份基於克里斯唐森對一本15世紀的德國宗教裁判所指導書《女巫之槌》的研究，電影探究了迷信和對精神疾病的誤解如何導致歇斯底里的獵巫狂熱。雖然電影是以紀錄片的形式拍攝，但其也包含了恐怖片所擁有的戲劇化元素。
班傑明·克里斯唐森花費了漫長的時期來製作這部電影，對中世紀場景的細緻重現使本片成為史上最昂貴的斯堪地那維亞默片，花費將近兩百萬瑞典克朗。雖然電影在丹麥和瑞典贏得好評，但卻因影片包含酷刑折磨、裸露和性偏離等元素和場面而於當時的美國被禁映，於其他國家則遭到嚴格審核。

## 外部連結
- Häxan（页面存档备份，存于） at Danish Film Institute （丹麦文）
- 互联网电影数据库（IMDb）上《女巫：歷代的巫術》的资料（英文）
- AllMovie上《女巫：歷代的巫術》的资料（英文）
- 爛番茄上《女巫：歷代的巫術》的資料（英文）
- 收藏的影片《女巫：歷代的巫術 (著色字幕版)》[更多内容]
- Häxan at Silent Era（页面存档备份，存于）
- Criterion Collection essay by Chris Fujiwara（页面存档备份，存于）
- Criterion Collection essay about the film music by Gillian Anderson（页面存档备份，存于）
- Evocative lobby poster（页面存档备份，存于）